# Marcus Barcelos
Marcus Barcelos é um escritor e roteirista brasileiro. Seu livro de estreia, a trama de terror Horror na colina de Darrington, foi lido por mais de um milhão de pessoas no Wattpad, fato que o levou a ser convidado para ser embaixador da plataforma no Brasil e a ganhar o prêmio Wattys em 2015. Quando o livro supracitado foi lançado em formato físico, ele vendeu, até maio de 2017, mais de 15 mil cópias no Brasil.

## Biografia
Marcus Barcelos cursou o ensino médio na Escola Técnica Estadual Visconde de Mauá, no Rio de Janeiro, onde também adquiriu a qualificação de Técnico em informática. Após concluir a educação básica, fez duas graduações: é bacharel em Jornalismo pela Universidade Estácio de Sá e tecnólogo em Gestão de tecnologia da informação pela Universidade Veiga de Almeida. Além disso, também fez um curso regular de Roteiro Cinematográfico na Escola de cinema Darcy Ribeiro.
Na infância, Marcus Barcelos comentou em entrevistas que foi uma criança medrosa e sempre gostou de ler e escrever, por isso gostava de escrever sobre fatos do seu próprio cotidiano infantil. A primeira história concluída veio aos 10 anos de idade: uma trama curta sobre uma dupla de policiais que precisava encontrar um disquete com arquivos secretos. Poucos anos depois, aos 14 anos, teve o primeiro contato com o terror ao ler O iluminado, de Stephen King, fato que o tornou fã do gênero desde então.
Começou a enviar contos para diferentes antologias quando estava na primeira graduação e, em meados de 2014, iniciou a escrita de Horror na colina de Darrington, que veio a ser a sua estreia no meio literário com um livro em formato físico. O livro foi lançado inicialmente na plataforma Wattpad, um site que visa divulgar produções literárias de autores independentes. Barcelos lançava os capítulos aos poucos, de modo a despertar a curiosidades das pessoas, e sua estratégia foi bem-sucedida: em menos de dois meses, o livro recebeu mais de 25 mil leituras. Antes disso, ao chegar nas 5 mil, a equipe do Wattpad entrou em contato com o autor convidando-o para ser o embaixador da plataforma no Brasil, função esta que ele exerceu entre 2015 e 2018. O seu principal trabalho era divulgar a plataforma em escolas, universidades e eventos literários e culturais. Hoje, o livro conta com mais de um milhão de leituras no site.
No ano seguinte, em 2015, lançou o livro pelo selo Novos talentos da Editora Novo Século. A boa repercussão do lançamento proporcionou convites para participar de mais eventos literários e culturais. Além disso, ganhou o prêmio Wattys, concedido pelo Wattpad para autores que se destacam na plataforma. Em 2016, o livro foi adquirido pela Faro Editorial, editora que detém os direitos de sua publicação até hoje, bem como o de outras produções de Barcelos.
Em 2018, lançou Dança da escuridão, livro que continua a história de Horror na colina de Darrington. Contudo, Barcelos o escreveu de modo que ele pudesse ser lido como uma obra independente e autossuficiente, sem que o leitor precise recorrer ao livro anterior para entendê-lo. Em entrevista, ele também comentou que a sua ideia original era lançar ambos como uma história única, mas que, ao perceber que ela seria muito extensa, decidiu dividi-la em duas partes, pois sabia que o mercado literário dificilmente lançaria um livro tão extenso escrito por um autor iniciante.
Em 2019, participou do projeto Vozes do Joelma – os gritos que não foram ouvidos, um livro contendo novelas que visam contar de modo ficcionalizado os episódios ocorridos no Incêndio no Edifício Joelma. Barcelos é autor da novela Os treze, uma trama que gira em torno da lenda sobre As Treze Almas, 13 cadáveres que foram encontrados num elevador do prédio e que provavelmente estavam fugindo do incêndio. O livro teve os seus direitos comprados para adaptação para o audiovisual, estando atualmente em fase de pré-produção. Durante este ano, Barcelos casou e fez um intercâmbio para a Irlanda com a sua esposa, fato que o fez participar das primeiras divulgações do livro apenas através de eventos online.
Em 2020, já de volta ao Brasil, participou do projeto Vai ficar tudo bem, promovido pela empresa sueca de Audiolivro Storytell: autores enviaram histórias que se passavam na quarentena provocada pela pandemia de covid-19 para a empresa e esta as gravava em áudio com dubladores profissionais. Barcelos é autor do conto Você só vive uma vez, produção que destoa de sua produção literária: trata-se, pois, de um drama familiar com um final otimista. O projeto em questão contou com a participação de muitos outros autores como, por exemplo, Walcyr Carrasco, Cristina Judar e Alexandre Staut.
Hoje, além de escritor, Marcus Barcelos também é professor de boxe inglês licenciado pela FBERJ (Federação de Boxe do Estado do Rio de Janeiro) e praticante de CrossFit. Ele conta que passou a maior parte da adolescência acima do peso, fato que o impulsionou a buscar uma alimentação saudável e a prática de exercícios físicos em sua rotina.

## Obras

### Livros
- 2016 – Horror na colina de Darrington (romance) – Faro editorial
- 2018 – Dança da escuridão (romance) – Faro editorial

### Participações em antologias de contos
- 2015 – Os desconhecidos - participação com o conto Contato – Editora Illuminare
- 2017 – Narrativas do medo 1 - participação com o conto O velho Dória – Editora AVEC
- 2017 – Mundos paralelos - participação com o conto Abbie – Editora Abril
- 2018 – Mundo invertido - participação com o conto Maçãs – o pomar abandonado – Editora Wish
- 2019 – Vozes do Joelma – os gritos que não foram ouvidos - participação com a novela Os treze – Faro editorial
- 2020 – Vai ficar tudo bem - participação com o conto Você só vive uma vez – Storytell (somente em audiolivro)

### Outras produções
- 2015 – Esse tal de amor – conto avulso lançado na Amazon em formato ebook
- 2017 – Arquivos do mal – escreveu o prefácio desta antologia de contos lançada pela Editorial Coerência
- 2018 – Quando a noite cai – escreveu o prefácio desta antologia de contos lançada pela Editorial Hope
- 2019 – O mal nunca morre 2 – escreveu o prefácio desta antologia de contos lançada pela Editoria Rico